# Мо (округ)
Мо (фр. Meaux) — округ (фр. Arrondissement) во Франции, один из округов в регионе Иль-де-Франс (регион). Департамент округа — Сена и Марна. Супрефектура — Мо.
Население округа на 2006 год составляло 262 079 человек. Плотность населения составляет 187 чел./км². Площадь округа составляет всего 1400 км².